# The 11th Hour
Za pięć dwunasta (ang. The 11th Hour) – amerykański film dokumentalny z 2007 roku w reżyserii Leili i Nadii Conners. Narratorem, współscenarzystą i współproducentem filmu był Leonardo DiCaprio.
Obraz ostrzegający przed globalnym ociepleniem. Zamieszczone są w nim opinie i wywiady z ekspertami. Film ma na celu przedstawienie przyszłościowej wizji świata.